# Jordi Graells i Costa
Jordi Graells i Costa (Sabadell, 1959) ha estat director general d'Atenció Ciutadana (Departament de la Vicepresidència i d'Economia i Hisenda) de la Generalitat de Catalunya (2016-2021). Ha estat membre de l'Open Knowledge Foundation, impulsor de la Xarxa d'Innovació Pública i de la Junta Directiva de l'Associació Catalana de Gestió Pública.
És també Premi Nadal Batle per la Universitat de les Illes Balears, sobre TIC, en l'edició 2002. Autor del Graellsbloc, premiat com a millor blog personal de política, economia i societat en l'edició 2013 dels Premis Blog Catalunya, i de diversos llibres relacionats amb Internet, el coneixement i la innovació. Col·laborador en el màster de comunicació política de la Universitat Pompeu Fabra i d'altres estudis especialitzats (Esade, URV), de governs (Secretaria d'Estat de Comunicació del Govern Central, Eusko Jaurlaritza, entre d'altres) i també d'institucions de formació d'empleats públics com l'Escola d'Administració Pública de Catalunya o l'Institut Nacional d'Administració Pública. En la seva etapa a Atenció Ciutadana, va elaborar ÍTACA (Índex de transformació digital d'alts càrrecs per autodiagnosi, en català, castellà, anglès i francès) per mesurar les competències digitals de professionals en general i, el 2018, va introduir l'ús de la llicència Creative Commons 0 de manera pionera en un govern del sud d'Europa.

## Publicacions
- Ciudadanía y administraciones en red (2013), amb Mentxu Ramilo
- El arte de gobernar en abierto. Ideas y experiencias desde Cataluña (2013)
- Treballa diferent. Xarxes corporatives i comunitats professionals (2011)
- Col·laborant a portar a la pràctica la col·laboració (2011)
- Innovar x Internet. Manual per a innovar serveis per Internet] (2005)
- Internet útil per a tothom (2002)
- Administració, societat, llengua i Internet: Conèixer els serveis i recursos actuals d'Internet a partir d'un estudi sobre la presència de la llengua catalana a la Xarxa (2001), amb Núria Vives Leal
- Petit manual per a sobreviure en una Administració moderna[6][7]